# Enotris
Els enotris (en grec antic Οἰνωτροί o Οἰνώτριοι) van ser els primers habitants d'Enòtria, una zona de límits indefinits que ocupava la part sud d'Itàlia en èpoques antigues. Estrabó diu que ocupaven l'àrea del Brútium i Lucània. Se'ls considera d'origen pelasg.
Els autors grecs mencionen altres tribus d'aquesta part d'Itàlia, com ara els cons, els itàlics i els morgetes, considerats de la mateixa ètnia que els enotris. Els cons i els morgetes es consideraven ells mateixos enotris i el nom d'itàlics es referia als enotris en general. Antíoc de Siracusa deia que els enotris i els itàlics eren el mateix poble. Virgili parla d'una tradició que deia que Ital, rei dels pelasgs, sículs i enotris va donar nom als itàlics. L'ús del nom d'Itàlia per a designar tot el territori va fer caure en desús el nom dels enotris, que aviat van ser desplaçats per les ètnies sabèl·liques, i pels lucans i els brucis.
Els autors antics els donaven aquest origen pelasg perquè creien que Enotre, un dels fills de Licàon, va emigrar a aquests territoris des d'Arcàdia en un període molt primerenc, donant nom al territori i els seus acompanyants van agafar també el nom d'enotris, segons Ferècides d'Atenes i Dionís d'Halicarnàs. Aristòtil diu que el costum de celebrar sissítia, uns menjars col·lectius d'homes i de joves d'un grup social o religiós, que se celebraven especialment a Creta i a Esparta, també el tenien els enotris.
Pausànias diu que l'emigració més antiga de la que es tenia coneixement era la dels enotris, i eren considerats com els primers pobladors de la península Itàlica. Esteve de Bizanci explica que els grecs del sud d'Itàlia havien reduït als enotris i als antics pelasgs a un estat de servitud semblant als peneste de Tessàlia i als ilotes de Lacònia.